# Star Wars: Battlefront
Battlefront (рус. Фронт битвы, читается как Батлфронт) — серия компьютерных игр в жанре тактико-стратегического шутера от первого лица, (можно переключиться на вид от третьего лица) по вселенной «Звёздных войн». Игры серии разрабатываются компанией Pandemic Studios и издаются компанией LucasArts.

## Игры

### Star Wars: Battlefront
Star Wars: Battlefront — компьютерная игра жанра шутер от первого лица (можно переключиться на вид от третьего лица) во вселенной «Звёздных войн», доступны одиночный и многопользовательский режимы игры. Игра разработана Pandemic Studios и издана LucasArts 21 сентября 2004 года, одновременно для персональных компьютеров (Microsoft Windows), Xbox и PlayStation 2. В июле 2005 года, был портирован на Macintosh компанией Aspyr. Игровой процесс основывается на таковом в Battlefield 1942, с той разницей, что действия разворачиваются во вселенной «Звёздных войн», на планетах «далёкой далёкой галактики», с присущими ей видами войск и военной техники. В конце 2004, LucasArts выпустила Star Wars Battlefront BFBuilder, модификация, позволившая фанатам создавать новые карты для Battlefront.

### Star Wars: Battlefront II
Star Wars: Battlefront II — компьютерная игра в жанре тактического шутера от первого / третьего лица. Вышла в 2005-м году для платформ PC, Xbox, PS2, PSP. Издатель — компания LucasArts, разработчик — компания Pandemic Studios.
Star Wars: Battlefront II создана по мотивам II—VI эпизодов широко известного фильма «Звёздные войны» и является продолжением игры того же издателя и разработчика Star Wars: Battlefront. Данная статья содержит общие сведения об игре и освещаются некоторые особенности, отличающую её от предыдущей части.
В числе доступных игроку бойцов персонажи, созданные по известным ролям (в том числе и главным) в фильме. Игра насыщена красивыми спецэффектами, обладает хорошей графикой и звуком. Управление полностью настраиваемое, что позволяет создать наиболее оптимальную конфигурацию для каждого игрока.

### Star Wars: Battlefront (2015)
Star Wars: Battlefront — компьютерная игра жанра шутер от первого лица (можно переключиться на вид от третьего лица) во вселенной «Звёздных войн», доступны одиночный и многопользовательский режимы игры. Игра разработана EA DICE и издана Electronic Arts 17 ноября 2015 года, одновременно для персональных компьютеров (Microsoft Windows), Xbox One и PlayStation 4. Игровой процесс в основном состоит из сражений, в которых можно играть на стороне войск повстанцев или Империи, либо проходить испытания, основанные на сюжетах фильмов.

### Star Wars: Battlefront II (2017)
Star Wars: Battlefront II — компьютерная игра жанра шутер от первого лица (можно переключиться на вид от третьего лица) во вселенной «Звёздных войн», доступны одиночный и многопользовательский режимы игры. Игра разрабатывается EA DICE и издаётся Electronic Arts одновременно для персональных компьютеров (Microsoft Windows), Xbox One и PlayStation 4.

## Ответвления

### Star Wars: Battlefront: Renegade Squadron
Star Wars: Battlefront: Renegade Squadron — третья игра в серии игр Star Wars: Battlefront вышедшая от компании LucasArts (Rebellion Developments), релиз которой состоялся 9 октября 2007 года в Северной Америке и позднее в Австралии и Европе. Игра разрабатывалась эксклюзивно для Sony PlayStation Portable (PSP). В игре рассказывается о событиях, происходящих со скрытым отрядом Альянса повстанцев Renegade Squadron (Бунтарская эскадрилья), под командованием полковника Кола Серры. Также, эта игра является первой в серии Star Wars Battlefront, в которой можно создавать и вооружать своего героя.

### Star Wars: Battlefront: Elite Squadron
Star Wars: Battlefront: Elite Squadron — четвёртая игра в серии Star Wars: Battlefront, вышедшая от компании LucasArts (Rebellion Developments), 3 ноября 2009 года, на приставки Sony PlayStation Portable (PSP), Nintendo DS. Игра является продолжением Star Wars: Battlefront: Renegade Squadron. Во время выборочной кампании игрок управляет солдатом-клоном X2, который был создан из ДНК мастера-джедая.

## Отменённые

### Star Wars: Battlefront III
В 2006 году LucasArts подписала контракт с компанией Free Radical Design на создание игры, и в середине того же года началась разработка. По словам бывшего директора компании Дэвида Доака , это был их самый амбициозный проект. Разработка шла спокойно до февраля 2008 года, когда у LucasArts сменился директор. После смены директора ситуация поменялась, издатель стал срывать сроки и задерживать зарплаты работникам, с целью отмены разработки игры. Причина могла быть в финансовых проблемах, с целью преодоления которых шло сокращение персонала. Также руководство могло не пожелать тратить деньги на маркетинговую кампанию к запуску проекта. В результате разработка игры была остановлена. Всю первую половину 2008 года в игре исправлялись ошибки, проект находился в финальной стадии тестирования.